# Makom L'yad Hayam
Pour plus de détails, voir Fiche technique et Distribution.
Makom L'yad Hayam est un film israélien de Raphaël Rebibo sorti en 1989.

## Synopsis
Perla (Anat Zahor) une ancienne call-girl et son petit ami Gaby (Alon Aboutboul) qui vient de sortir de prison pour un crime qu'il n'a pas commis, veulent démarrer une nouvelle vie.
Ils entreprennent de rénover un café délabré au bord de la mer pour gagner leur vie et en faire leur nid d'amour.
Mais leur passé les rattrape, lui se trouve traqué par un requin du milieu et elle, est menacée dans sa vie par son ex-proxénète qui essaie par tous les moyens de la récupérer.

## Fiche technique
- Titre : Makom L'yad Hayam
- Titre anglais : A Place by the Sea
- Réalisation : Raphaël Rebibo
- Scénario : Raphaël Rebibo
- Musique originale : Dov Seltzer
- Directeur de la photo : Jean Boffety
- Montage : Dany Shik
- Producteur exécutif : Raphaël Rebibo
- Producteur : Sylvain Assouline
- Pays :  Israël
- Langue : hébreu
- Genre : drame
- Durée : 95 minutes
- Date de sortie : 1989

## Distribution
- Anat Tzahor
- Alon Aboutboul
- Shlomo Tarsich
- Arié Moscona
- Alexis Sellam